# 1987년 뉴욕 영화 비평가 협회상
제53회 뉴욕 영화 비평가 협회상은 1987년 영화를 대상으로 하는 시상식이다.

## 수상 및 후보

### 작품상
- 브로드캐스트 뉴스

### 감독상
- 브로드캐스트 뉴스 - 제임스 L. 브룩스 수상

### 각본상
- 브로드캐스트 뉴스 - 제임스 L. 브룩스 수상

### 여우주연상
- 브로드캐스트 뉴스 - 홀리 헌터 수상

### 남우주연상
- 이스트윅의 마녀들 - 잭 니콜슨 수상
- 엉겅퀴 꽃 - 잭 니콜슨 수상
- 브로드캐스트 뉴스 - 잭 니콜슨 수상

### 여우조연상
- 귀를 기울여 - 바네사 레드그레이브 수상

### 남우조연상
- 스트리트 스마트 - 모건 프리먼 수상

### 촬영상
- 마지막 황제 - 비토리오 스토라로 수상

### 외국영화상
- 개같은 내 인생